# Velebusdus
Velebusdus (łac. Dioecesis Velebusdiensis) – stolica historycznej diecezji w Dacji Mediterranea istniejącej w czasach rzymskich.
Identyfikowana z rzymskim miastem Pautalius, którego ruiny znajdują się w pobliżu miejscowości Kiustendił w Bułgarii. Obecnie katolickie biskupstwo tytularne ustanowione w 1933 przez papieża Piusa XI. 

## Biskupi tytularni
| Lp. | Biskup                           | Funkcja                                       | Od                | Do                   |
| --- | -------------------------------- | --------------------------------------------- | ----------------- | -------------------- |
| 1   | Ferdinand Stanislaus Pawlikowski | emerytowany biskup Seckau (Austria)           | 7 grudnia 1953    | 31 lipca 1956        |
| 2   | Aston Ignatius Chichester        | emerytowany biskup Salisbury (Zimbabwe)       | 23 listopada 1956 | 24 października 1962 |
| 3   | Antônio de Almeida Lustosa       | emerytowany biskup Fortalezy (Brazylia)       | 16 lutego 1963    | 16 marca 1971        |
| 4   | Eugène Klein                     | arcybiskup koadiutor Nouméa (Nowa Kaledonia)  | 5 czerwca 1971    | 7 kwietnia 1972      |
| 5   | Peter Yariyok Jatau              | arcybiskup koadiutor Kaduny (Nigeria)         | 26 czerwca 1972   | 10 kwietnia 1975     |
| 6   | Enzio d’Antonio                  | emerytowany biskup Campobasso-Boiano (Włochy) | 24 czerwca 1979   | 13 maja 1982         |
| 7   | José Manuel Estepa Llaurens      | biskup polowy Hiszpanii                       | 30 lipca 1983     | 18 listopada 1989    |
| 8   | Gábor Pintér                     | nuncjusz apostolski                           | 13 maja 2016      |                      |